# Tanymecosticta capillaris
Tanymecosticta capillaris är en trollsländeart som beskrevs av Maurits Anne Lieftinck 1959. Tanymecosticta capillaris ingår i släktet Tanymecosticta och familjen Isostictidae. Inga underarter finns listade i Catalogue of Life.